# Acreditación de la educación
La acreditación de la educación es un tipo de aseguramiento proceso de la calidad bajo la cual los servicios y operaciones de las instituciones o programas educativos son evaluados por un organismo externo para determinar si se cumplen las normas aplicables. Si se cumplen las normas, estado de acreditación es otorgada por el organismo correspondiente.
En la mayoría de los países la función de acreditación educativa se lleva a cabo por una organización del gobierno, tales como el Ministerio de Educación. En los Estados Unidos existe un proceso de garantía de calidad que es independiente del gobierno y realizado por las organizaciones sin fines de lucro. El proceso de acreditación de Estados Unidos se desarrolló a finales del siglo XIX y principios del siglo XX después de las instituciones educativas perciben la necesidad de mejorar la coordinación y la articulación entre las instituciones de secundaria y postsecundaria, junto con la estandarización de requisitos entre los dos niveles.

## Acreditación de la Educación Superior
La acreditación de la educación superior varía según la jurisdicción y puede centrarse en uno o los dos, a la institución o los programas individuales de estudio.
La acreditación de la educación superior en los Estados Unidos durante mucho tiempo ha sido establecida como un proceso de revisión coordinado por las comisiones de acreditación y los miembros institucionales. El gobierno federal comenzó a desempeñar un papel limitado en la acreditación de la educación superior en 1952 con la reautorización de la Ley GI para los veteranos de la guerra de Corea. Con la creación del Departamento de Educación de Estados Unidos y en los términos de la Ley de Educación Superior de 1965, en su versión modificada, la Secretaría de Educación de Estados Unidos está obligado por ley a publicar una lista de las  agencias de acreditación reconocidos a nivel nacional para la educación superior.

## La acreditación de la educación primaria y secundaria
En los Estados Unidos, no existe una lista del gobierno federal de los organismos de acreditación reconocidos para las escuelas primarias y secundarias, como lo hay para la educación superior.[cita requerida] La escuelas públicas deben cumplir con los criterios establecidos por los gobiernos de los Estados y hay una amplia variación entre los estados individuales en los requisitos aplicados a las escuelas primarias y secundarias no públicas. Hay seis acreditadores regionales en los Estados Unidos que tienen históricamente acreditados escuelas primarias, escuelas secundarias, escuelas preparatorias, así como instituciones de educación superior la educación. Algunos de los acreditadores regionales, como AdvancED, y algunas asociaciones independientes, como la Asociación Internacional de Escuelas Cristianas, han ampliado su actividad de acreditación para incluir las escuelas fuera de los Estados Unidos.